# Gilbert Staepelaere
Gilbert Staepelaere, né le 5 juin 1937 à Anvers et mort le 2 juin 1996 dans cette même ville, est un pilote de rallye belge. Il a mené une carrière de compétiteur automobile durant un quart de siècle, six années comme copilote et 19 autres années derrière le volant.

## Biographie
Durant les années 1950, il commence par pratiquer l'athlétisme, dès sa scolarité, obtenant le titre national senior du saut en hauteur et du 400 mètres haies.
Sa carrière automobile en compétition se déroule de 1953 à 1978. À 16 ans à peine, il débute comme copilote de son propre père, Jules Staepelaere, sur Ford V8 (ils courront sur Volvo PV544 dans Liège-Rome-Liège en 1959).
De 1953 à 1959, ils engrangent un total de 52 victoires à eux deux, uniquement sur des véhicules Ford. Comme pilote à partir de 1960, il obtient 131 victoires, sur modèles Anglia, puis Cortina, Mustang, Escort, Taunus, Capri... devançant ainsi le péruvien Armin Franulic (129), et l'américain John Buffum (115). Il devint un pilote officiel de la marque en 1968.
À partir de 1979, après son succès national toutes catégories confondues, il devient consultant, chargé du département relations publiques pour Ford Belgique, ainsi que pour la formation de jeunes pilotes nationaux pour la même marque.
Parmi ses nombreux copilotes, ont obtenu un grand nombre de victoires à ses côtés: André Aerts (42), Eric Symens (23), son beau-frère Eugène Meeuwissen (21), Pierre Christiaens (18), Eric Bessem (9) et Frans Franssen (7), son propre fils Gert (4), et Jacky Ickx (2).
Il meurt le 2 juin 1996 à Anvers.

## Hommages
Immédiatement après son décès est organisé le Mémorial Gilbert Staepelaere grâce au soutien de Ford, épreuve se déroulant près de Kapellen, reprise ensuite par ATM-Organisation et par son propre fils Gert Staepelaere, sous forme d'un rallye historique.

## Palmarès

### Titres
- Double vice-champion d'Europe des rallyes: 1969 et 1970;
- Participation à la victoire de Ford dans le Championnat d'Europe des marques 1969 (victoires personnelles au rallye des Tulipes et au Vltava tchèque);
- Champion de Belgique des conducteurs: 1978;
- Champion de Belgique des rallyes (toutes catégories): 1978 (sur Ford Escort RS1800);
- Champion de Belgique (diverses catégories automobiles, liées aux rallyes): 12 fois, de 1964 à 1978;
  - 3e du championnat d'Europe des rallyes: 1978.

### Victoires notables
- 7 x Tour de Belgique automobile: 1962 (copilote Meuwissen), 1966 (copilote Christiaens, sur Ford Cortina Lotus), 1967 (copilote André Aerts, sur Ford Cortina Lotus), 1968 (copilote Aerst, sur Ford Escort 1600 RS), 1969 (copilote Aerst, sur Ford Escort 1600 RS), 1970 (copilote Aerst, sur Ford Escort 1600 RS), et 1972 (copilote Aerst, sur Ford Escort 1600 RS);
- 3 x Rallye des Routes Blanches (futures Boucles de Spa): 1963 et 1964 (copilote Eugène Meeuwissen, sur Ford Cortina Lotus), ainsi que 1966 (copilote Pierre Christiaens, sur Ford Cortina GT) (Belgique);
- Tour des 2 Luxembourg: 1966 (copilote M.Klaes, sur Ford Mustang);
- 2 x Boucles de Spa: 1967 (copilote Christiaens, sur Ford Cortina GT), et  1975 (copilote "Vaillant", sur Ford Escort RS MKI);
- Rallye de Genève: 1966 (copilote André Aerts, sur Ford Cortina Lotus);
- Quatre-Vingt-Quatre Heures du Nürburgring: 1966 (sur Ford Cortina Lotus; coéquipier Jacky Ickx, alors âgé de 21 ans);
- Rallye des Routes du Nord: copilote de Henri Greder, vainqueurs du Groupe 1 en 1966 (sur Ford Falcon);
- Tour de Luxembourg: 1967 1er du Groupe 2 et en Tourisme (copilote A.Aerts, sur Ford Cortina Lotus - ce rallye ne présente pas de classement général);
- 4 x Rallye (12 Heures) d'Ypres: 1969 (copilote A.Aerts, sur Ford Cortina), 1970 et 1972 (copilote André Aerts, sur Ford Escort), ainsi que 1974 (copilote "Jimmy", sur Ford Escort);
- 2 x Rallye de la Moldau (Vltava): 1969 et 1970 (copilote André Aerts, sur Ford Escort "Twin Cam" (TC));
- 2 x Rallye des Tulipes: 1969 (copilote A.Aerts, sur Ford Escort TC) et 1977 (copilote Eric Bessem, sur Ford Escort RS1800);
- Tour de Grande-Bretagne: 1974 (sur Ford Escort RS 1600);
- 2 x Rallye de Hongrie: 1975 et 1976;
- 2 x Circuit des Ardennes (à Dinant): 1975 et 1976;
- 12 Heures de Huy: 1968 (sur Ford Cortina Lotus), et 1969 (dernière édition de l'épreuve, sur Ford Escort TC);
- 12 Heures de Charleroi: 1975;
- Critérium de Touraine: 1975 1er du Groupe 2, sur Ford Escort GT/E;
- 12 Heures de l’Est: 1976 (Belgique);
- 12 Heures de La Panne: 1976;
- Anvers-Liège-Anvers: 1976;
- Nuit de Campine: 1976;
- Circuit de Hesbaye: 1976;
- 2 x Critérium Lucien Bianchi: 1976, et 1978 (sur Ford Escort RS 1800);
- Rallye de Pologne: 1978 (sur Ford Escort RS 1800);
  - 2e des Quatre-Vingt-Quatre Heures du Nürburgring en 1965 (coéquipier déjà J.Ickx (20 ans), sur Ford Mustang);
  - 2e du rallye d'Ypres en 1978 (copilote Fred Franssen, sur Ford Escort RS);
  - 5e du rallye-marathon Londres-Mexico en 1970 (la Coupe du Monde des Rallyes 1970) (coéquipier Timo Mäkinen, sur Ford Escort 1850GT).

### Records du monde
- Il a participé pour Ford en Catégorie A3 Groupe 3 à la conquête de records d'endurance avec une Ford Transit 15 Seaters (classe 8) puis sur une Ford Cortina GXL (classe 7) sur l'autodrome de Monza le 4 avril 1972 et le 17 février 1973 (10 000 miles, 25 000 km, 50 000 km)[1].